# 로티 존

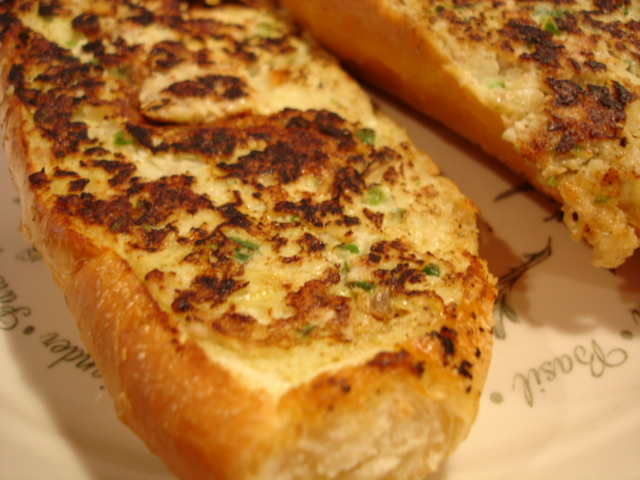

로티 존(Roti John)은 1960년대 또는 1970년대 싱가포르에서 처음 만들어진 것으로 알려진 오믈렛 샌드위치이다. 나중에는 현재 말레이시아의 말레이반도 전역과 현대 인도네시아에 길거리 음식으로 퍼지면서 널리 인기를 얻었다.

## 기원
로티 (음식)(roti)라는 단어는 "빵"을 의미하는 산스크리트어 단어 rotikā에서 파생되었으며, 더 일반적으로는 샌드위치와 팬케이크를 포함하여 빵 기반 또는 빵과 유사한 음식을 의미한다. 요리 이름에 포함된 "john"의 유래는 확실하게 입증되지 않았지만, 특히 그 사람의 이름을 알 수 없거나 기억하기 어렵거나 기억하기 어려운 경우 영국에서 남성을 지칭하기 위해 John이라는 이름을 사용하는 데서 유래했을 수 있다. 따라서 영국군 구성원이 영국령 말라야의 현지 상인을 지칭하기 위해 사용하거나 그 반대로 사용했을 수 있는 이름이다. 구전 자료에 따르면 이 요리와 이름은 1970년대 초 싱가포르에 살았던 말레이족 요리사에게서 유래했다고 한다. 다양한 변형이 존재할 수 있지만 최종 버전은 다른 호커로부터 요리법을 얻은 후 1976년에 요리를 제공하기 시작한 타만 세라시 호커 센터의 노점과 관련이 있다. 이 원래 노점은 2001년에 세랑군 가든 마켓으로 이전되었다.

## 같이 보기
- 말레이 요리
- 샌드위치 목록